# Syrenka Mako
Syrenka Mako (jap. 魔法のマコちゃん Mahō no Mako-chan; ang. Mako, the Mermaid) – japoński serial animowany wyprodukowany przez Toei Animation w reżyserii Yūgo Serikawy liczący 48 odcinków.

## Opis fabuły
Serial anime opowiada historię 15-letniej syrenki – Mako Urashimy, która postanawia zostać człowiekiem. Zakochuje się w człowieku i dla niego opuszcza morze. Mako wyrusza na poszukiwanie swojego ukochanego.

## Bohaterowie
- Mako (jap. マコ)

Seiyū: Kazuko Sugiyama 
- Tata (Władca Siedmiu Mórz) (jap. パパ)

Seiyū: Isao Yatsu 
- Mama (jap. ママ)

Seiyū: Michiko Hirai 
- Taro (jap. 太郎)

Seiyū: Hiroko Maruyama 
- Jiro (jap. 次郎)

Seiyū: Keiko Tomochika 
- Banchō (jap. 番町)

Seiyū: Hiroshi Ōtake 

## Produkcja
Serial wyprodukowało studio Toei Animation. Za scenariusz odpowiadają między innymi Masaki Tsuji i Shun'ichi Yukimuro, a za reżyserię odpowiada między innymi Yūgo Serikawa. Muzykę skomponował Takeo Watanabe.
Premierowa emisja odcinków serii odbywała się od 2 listopada 1970 do 27 września 1971 roku w każdy poniedziałek na kanale NET.
W Polsce serial był emitowany na kanale Polonia 1 oraz Super 1. Wersja polska została opracowana przez Studio Publishing, a lektorami w polskiej wersji były Elżbieta Groszek i Agnieszka Rogińska. 

## Spis odcinków
| N/o            | Polski tytuł                 | Angielski tytuł                             |
| -------------- | ---------------------------- | ------------------------------------------- |
|                |                              |                                             |
| SERIA PIERWSZA |                              |                                             |
|                |                              |                                             |
| 01             | Pierwsza miłość              | First Love                                  |
|                |                              |                                             |
| 02             | Córka zwrócona przez morze   | Love Transcends the Sea                     |
|                |                              |                                             |
| 03             | Kradzież w szkole            | Karatachi High                              |
|                |                              |                                             |
| 04             | Kwiaciarka                   | A New Seedling                              |
|                |                              |                                             |
| 05             | Kamień pozbawiony mocy       | The Stolen Magical Powers                   |
|                |                              |                                             |
| 06             | Uciekinier                   | Tears of Reunion                            |
|                |                              |                                             |
| 07             | Spotkanie                    | Person in The Reflection                    |
|                |                              |                                             |
| 08             | Gdzie mieszka Święty Mikołaj | Where is Santa                              |
|                |                              |                                             |
| 09             | Pojedynek                    | Hill Fight at the Port                      |
|                |                              |                                             |
| 10             | Supergwiazda                 | Star of the School                          |
|                |                              |                                             |
| 11             | Do widzenia Jim              | Do Not Run Away, Jim!                       |
|                |                              |                                             |
| 12             | Zew morza                    | Sound of the Sea                            |
|                |                              |                                             |
| 13             | Randka z tatą                | Date with Father                            |
|                |                              |                                             |
| 14             | Niebezpieczny wiek           | Lost Youth                                  |
|                |                              |                                             |
| 15             | Trąbka Billy'ego             | Trumpet Bet Tomorrow                        |
|                |                              |                                             |
| 16             | Sprawa mundurka              | I Dislike Uniforms                          |
|                |                              |                                             |
| 17             | Dźwięk fletu w śnieżną noc   | I Hear the Whistle in the Night of the Snow |
|                |                              |                                             |
| 18             | W poszukiwaniu miłości       | Two People in the Snow Storm                |
|                |                              |                                             |
| 19             | Dwoje w wodzie               | Dangerous Adolescence                       |
|                |                              |                                             |
| 20             | Stuardessa i pilot           | Stewardness and Pilot                       |
|                |                              |                                             |
| 21             | Szkoła kłamców               | The Liar School                             |
|                |                              |                                             |
| 22             | Czarodziej Sugita            | Who is Calling                              |
|                |                              |                                             |
| 23             | Zaręczyny                    | The Cupid Who Can Improvise                 |
|                |                              |                                             |
| 24             | Kim jestem?                  | Who am I?                                   |
|                |                              |                                             |
| 25             | Za górami                    | To the Other Side of the Mountain           |
|                |                              |                                             |
| 26             | Cudzoziemski książę          | The Mischevious Prince                      |
|                |                              |                                             |
| 27             | Czerwony Cadillac            | Red Garack                                  |
|                |                              |                                             |
| 28             | Skok anioła                  | Grand Angel                                 |
|                |                              |                                             |
| 29             | Pamiętaj o mnie              | Please!                                     |
|                |                              |                                             |
| 30             | Siostra syrenki              | Mermaid Princess                            |
|                |                              |                                             |
| 31             | Król stacji                  | Prince of the Finishing Line                |
|                |                              |                                             |
| 32             | Lulu zawsze będzie z nami    | Ruru Who Is Still Living                    |
|                |                              |                                             |
| 33             | Życzenie jelonka             | Walking Along Kojika Street                 |
|                |                              |                                             |
| 34             | Tęsknota za matką            | The Wavering Song                           |
|                |                              |                                             |
| 35             | Różne wcielenia prezesa      | Chief`s Seven Transformations               |
|                |                              |                                             |
| 36             | Samobójca                    | I Sell Lives                                |
|                |                              |                                             |
| 37             | Pierwsza szminka             | First Lipstick                              |
|                |                              |                                             |
| 38             | Trzeba być sobą              | Jungle Leader                               |
|                |                              |                                             |
| 39             | Na ratunek Mao               | Mao Does Not Die                            |
|                |                              |                                             |
| 40             | Być narzeczoną               | Study on How to Become Brides               |
|                |                              |                                             |
| 41             | Spotkanie                    | Re-encounter                                |
|                |                              |                                             |
| 42             | Powrót do przeszłości        | Just One Record                             |
|                |                              |                                             |
| 43             | Dzwon ducha                  | There is a Spirit                           |
|                |                              |                                             |
| 44             | Album bez zdjęć              | An Album Without Pictures                   |
|                |                              |                                             |
| 45             | Niedzielny znajomy           | Sunday Fellow                               |
|                |                              |                                             |
| 46             | Szczere łzy cz. 1            | Monster`s Tears Part 1                      |
|                |                              |                                             |
| 47             | Szczere łzy, cz. 2           | Monster`s Tears Part 2                      |
|                |                              |                                             |
| 48             | Aż się znów spotkamy         | Till the Day We Meet Again                  |
|                |                              |                                             |